# 聖羅馬諾之戰 (烏切洛)
《聖羅馬諾之戰》（義大利語：Battaglia di San Romano）是佛羅倫薩畫家保羅·烏切洛繪製的三幅蛋彩畫，描繪1432年佛羅倫薩人和錫耶納人之間發生的聖羅馬諾之戰。其對揭示早期意大利文藝復興繪畫線條透視的發展有重要作用，委託者並不是教會人士，這在當時也是很不尋常的。三幅畫都是蛋彩畫，且長度均超過三米。根據國家美術館的證據顯示，這些畫作是由佛儸倫薩的一個家族在1435年至1460年間委託烏切洛製作的。後來洛倫佐·德·美第奇買下了其中一幅，並將其他兩幅搬到了美第奇宅府中。現分藏於倫敦國家美術館，佛羅倫薩烏菲茲美術館和巴黎盧浮宮。

## 內容
- 《尼科洛·达·托伦蒂诺在聖羅馬諾之戰中》（约1438–1440），木板上的蛋彩，182 × 320 cm，國家美術館[2]
- 《契阿爾達被殺下馬》（约1435–1455），木板上的蛋彩畫，182 × 320 cm，烏菲茲美術館
- 《米凯莱托·阿滕多罗的反攻》（约1455–1456），木板上的蛋彩畫，182 × 317 cm，盧浮宮[3]

烏菲茲美術館的藏品可能是這幅三聯畫中間的那一幅，且是僅有藝術家簽名的一幅。雖然有所異議，但是一般都認為這一系列畫的时间順序應該是按國家美術館、烏菲茲美術館到盧浮宮来排列。它們表現的是一天的不同時間，即黎明、正午和黃昏，而這場戰役也只持續了八個小時。
在國家美術館的畫作上，尼科洛·达·托伦蒂诺帶著他巨大的有金紅色圖案的帽子，正在帶領佛羅倫薩騎兵。因為個人的輕率，雖然當時已經派遣兩個信使前往友軍阿滕多羅處報急，他依舊沒有戴上頭盔。
這些畫作上都覆蓋著金色和銀色的葉子，前者發現於馬韁繩上，起到裝飾作用，色彩鮮明。後者發現於士兵的盔甲上，已經因氧化而變得晦暗。三幅畫都經過了修復，不過也還是有些地方失去了立體感。

## 引用
這三幅畫層出現在2005年BBC紀錄片《名作背後》中。
在2011年電視連續劇《波吉亞家族》第四季中，聖羅馬諾之戰的倫敦及巴黎版本曾出現在紅衣主教德拉·诺维拜訪佛羅倫薩親王的府邸時府邸的餐廳牆壁上。

## 擴展閱讀
- Harrington, Peter, "Military history's loss is Art History's Gain," Quarterly Journal of Military History, Vol. 16, No. 1, Autumn 2003, pp. 44–49.
- Starn, Randolph and Loren Partridge, "Representing war in the Renaissance: The shield of Paolo Uccello," Representations, No. 5, Winter 1984, 33-65.

## 外部連結
维基共享资源上的相關多媒體資源：聖羅馬諾之戰